# Власьевская башня (Псков)
Вла́сьевская ба́шня — одна из сохранившихся оборонительных башен Пскова, была возведена в XV веке. Имеет высокий шатёр и смотровой чердак. Защищала линию крепостных стен у спуска к реке Великой.

## Описание
Через надвратную Власьевскую башню вели единственные проездные ворота в центральную часть Пскова от парома со стороны Завеличья. От Власьевских ворот поднимались к Старому Торгу (ныне пл. Ленина) многочисленные купцы, гости, послы, окрестные жители. Одновременно в башне располагалась и псковская таможня. В Сметной книге Пскова за 1644 г. говорится: «Ворота Власьевские проезжие, а в них 26 боев верхних, нижних и средних». Ворота, о которых идет речь, находились в самой башне. Они запирались на ночь деревянными створами с опускавшейся железной решеткой и тщательно охранялись. Комплекс защиты ворот довершал деревянный рубленый захаб с восемью бойницами. После капитальной реставрации в 1966 г., учитывая габариты современного транспорта, въездные ворота соорудили рядом с самой башней.

## История
Псковские летописи впервые сообщают о строительстве двух каменных костров в Торгу — Власьевской и Рыбницкой надвратных башен — под 1376/1377 годом. Возможно, это строительство стало результатом переустройства более раннего узла крепостных сооружений, связанных с защитой Довмонтовой стены и фланговых каменных стен 1309 года.
Название Власьевской башня получила по церкви Власия, построенной немного раньше (1372/1373 г.), у Довмонтовой стены, на пологом спуске к переправе через реку Великую. Со временем и эта дорога стала также называться Власьевским спуском. Через 7 лет к юго-востоку от Власьевских ворот, из Довмонтова города переместилась резиденция князя — Княж двор (это место сейчас занимает кинотеатр «Октябрь»).
При рассмотрении местоположения надвратной Власьевской башни во времени, вплоть до конца XVII века, можно увидеть, что историческая инфраструктура вокруг неё постоянно нарастала, и значение башни усиливалось. К функции защиты непосредственно Крома и Довмонтова города прибавилась защита торговой площади и княжеского двора. Самое прямое отношение боевая башня имела к обороне водного пути с реки Великой и переправы с Завеличья. Благодаря этим важнейшим объектам — водной дороге и переправе с запада — башня приняла на себя, кроме боевых, и представительские функции города.
С середины XV в., после возведения крепостных стен Окольного города, окончательно сложилась величественная панорама Псковской крепости от реки Великой, поражавшая иностранные посольства и купеческое сословие гостей. Не случайно на иконах с изображениями Пскова город показан с высоты птичьего полета, с запада.
Власьевская башня принадлежала к одной из четырёх главных надвратных башен Пскова. «У всех четырёх ворот Окольного города стояли мощные наземные пищали — фактически пушки. Они были нацелены на ворота изнутри города, стерегли их на случай, если в них прорвется враг. Каждая из этих пищалей имела своё имя».
Кроме того, на Торговой площади рядом с Власьевскими воротами находились два Пушечных шатра, где под навесами хранился большой пушечный наряд. В шатре против Власьевских ворот стояли две пищали: на одной было вылито изображение «змея, а прозванием Аспид», работы знаменитого мастера Андрея Чохова, на другой вылит был медведь, подписная, работа мастера Семенка Дубинина.
Во втором шатре, у Домантовой стены, хранилась большая Раномыжская пищаль, «нововылитая» по образцу пищали, находившейся в Покровской башне, которая «растопелась» в пожаре 1682 года. Здесь же находились 3 пищали «большого ругодивского наряду»: Барс, Соловей и Грановитая и 16 пищалей-галанок, литых мастерами «Галанской земли», украшенных латинскими надписями и изображениями травчатых орнаментов, зверей и крестов.
После опустошительного пожара 1682 г. Власьевскую башню более 10 лет не ремонтировали. "И та башня огнила и обвалилась, и на ней кровля осыпалась вся, потому что многие годы не починивана и починить было её невозможно. И в нынешнем в 207-м году (1699), по указу великого государя…, та башня на тех же воротех построена вновь вся из нового соснового и елового лесу, мерою в длину и поперег против прежняго, как писано выше сего; крыта та башня новым сосновым тесом, верх рублен шатром, на шатре четвероуголной чердачок, на чердаке прапорец, а около той башни и вверху около чердачка обламы. А в той башни верхних, и середних и нижних 30 боев да в город 4 окна. А строили тое новую башню градцкие и уездные люди по развытке. Под тою башнею над воротами сверху запускная железная решотка…
В первое двадцатилетие XVIII в., во время Северной войны, фактически новая Власьевская башня постепенно приходила в запустение. Подступы с реки были укреплены земляными батареями. У входа в башню был насыпан малый бастион, установлен шлагбаум и при нём — караул.
После перепланировки Пскова (1778 г.) башня оказалась препятствием для спуска к реке. Завеличье было перспективным районом, движение по наплавному мосту увеличилось и проезд через коленчатые ворота стал крайне неудобным. К 20-м годам XIX в. башня была разобрана, а на её месте установлена небольшая Власьевская часовня, существовавшая ещё в XX веке.

## Реставрация
Сегодня Власьевская башня — новодел, воссозданный в 1966 году на месте башни конца XV века. Воссозданная башня — реальная память о той, подлинной, которую также неоднократно перестраивали и усовершенствовали.
Воссоздание Власьевской башни было запланировано в составе проекта восстановления Псковского Кремля в 1952 г. Проект был разработан к 1957 году, тогда же начались крупномасштабные работы в Кремле, и очередь Власьевской башни подошла к 1960-м годам. После проведения археологических раскопок по вскрытию фундаментов башни, архитектором Центральных Научно-реставрационных мастерских Академии строительства и архитектуры СССР Алексеем Ивановичем Хамцовым, на основе описаний и графических материалов 1694 г., был создан проект воссоздания Власьевской башни — второй по величине, после Покровской башни.
А. И. Хамцову пришлось учитывать необходимость проездов на набережную, сложившуюся на протяжении двух веков, когда башни уже не существовало в объёме: он оставил широкий Власьевский спуск, а проезд через башню не был задействован. Кроме того, когда башня ещё только возводилась, уже было построено здание кинотеатра «Октябрь», которое перекрыло собой главные визуальные связи из города на Власьевскую башню, оказавшуюся «в яме».
Таким образом, несмотря на благие намерения и вложенные средства, Власьевской башне не удалось вернуть полноценное былое значение.

## Пожар 2010 года
Невероятная по своим масштабам трагедия произошла 27 апреля 2010 года, примерно в 23 часа 27 минут загорелась Власьевская башня, через некоторое время обрушился шатёр башни, где находился ресторан «Русь». Позже огонь перекинулся на Рыбницкую башню, где находился сувенирный магазин, после чего её шатёр также сгорел почти полностью. Пострадали также помещения, которые располагались в башне, и крепостные стены возле Власьевской башни.
Сейчас обе сгоревшие башни полностью восстановлены, построены новые шатры и установлены прапоры.